# Asparagus angusticladus
Asparagus angusticladus — вид рослин із родини холодкових (Asparagaceae).

## Біоморфологічна характеристика
Це в'юнкий кущ 50–500 см завдовжки.

## Середовище проживання
Ареал: Кенія, Свазіленд, Зімбабве, ПАР.